# Quito Fest
El QuitoFest es un festival internacional de música independiente de Ecuador, que se desarrolla desde el año 2003 en diversos escenarios de la ciudad de Quito.
Son varios días de conciertos al aire libre donde se interpretan varios géneros musicales como rock, hip hop, ska, heavy metal, hardcore, punk, reggae y otros.
La historia del QuitoFest comienza en el año 2003, inspirado por la experiencia internacional del festival Rock al Parque de Colombia y el evento local Pululahua, Rock desde el Volcán de 1999, que convocó a varios grupos locales y foráneos. Es así que el Municipio de Quito, conjuntamente con el entonces Ministerio de Educación y Cultura lanzan el primer QuitoFest en el parque La Carolina. Desde 2005, el festival comenzó a presentarse en el parque Itchimbía, su escenario habitual, exceptuando las ediciones de 2013 en el Parque Bicentenario, de 2014 en el Estadio Alejandro Serrano Aguilar de Cuenca y de 2018 en el Parque de las Diversidades.
El evento musical ha contado con la participación de bandas de Argentina, Chile, Colombia, Brasil, Venezuela, Uruguay, México, Estados Unidos, Panamá y Francia, entre otros países.
La Fundación Música Joven es la organizadora de este evento anual que se organizó de manera regular y gratuita hasta 2018. En el contexto de la pandemia por el Covid-19, se anunció la realización de una nueva edición del QuitoFest, en formato virtual y con la presencia de 12 agrupaciones nacionales, que se efectuaría en diciembre de 2020. El evento se desarrolló en enero de 2021.
El festival retornó a su formato presencial y gratuito en 2022.

## QuitoFest 2003
Fue la primera edición del festival en el Parque La Carolina con dos días seguidos, 5 y 6 de diciembre, con una asistencia de 8.000 personas.
Bandas: 
Kid Cósmico, Can Can, Lablú, Guardarraya, El Retorno de Exxon Valdez, Tanque, Sudakaya, 
Rocola Bacalao, Mortero, Mamá Vudú, Muscaria. 

## QuitoFest 2004
Se lo realizó en el Parque La Carolina los días 5 y 6 de diciembre concurrieron 20.000 fanáticos.
Bandas:
38 que no Juega, Amigos de lo Ajeno, Los Zuchos del Vado, Sudakaya, Rocola Bacalao, Mortero, Mamá Vudú,
Cacería de Lagartos, SIQ, Koyi K Utho de Colombia, Chaos Avatar de Venezuela y Starflam de Bélgica.

## QuitoFest 2005

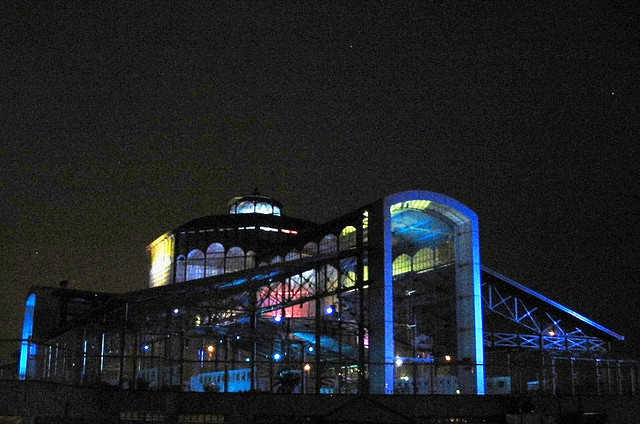
Parque Itchimbía

Se lo promocionó por primera vez en el Parque Itchimbía convocando a más de 30.000 asistentes los días 4 y 5 de diciembre.
Bandas:
Tzantza Matanza, Ente, Los Zuchos del Vado, Guanaco y Dj Zyborg, Chulpitostado, Tanque, Muscaria,
Cacería de Lagartos, SIQ, Cafetera Sub, Descomunal, Curare, Cartel de Santa de México, Korzus de Brasil,
Immer Fört de España, De 2 de Colombia.

## QuitoFest 2006
Se desarrolló en el Parque Itchimbía los días 2 y 3 de diciembre con una asistencia de 35.000 personas.
Bandas:
Fusión Mutágeno, Sal y Mileto, Rocola Bacalao, Alicia se Tiró por el Parabrisas, Alma Rasta, F–415, Madbrain, Curare, Descomunal, Likaon, Total Death, Todos tus Muertos de Argentina, Chucknorris de Venezuela, La Caution de Francia,
Ratos de Porão de Brasil, Death By Stereo de Estados Unidos, Masacre de Colombia.

## QuitoFest 2007
En este año el Quitofest se desarrolló en el Parque Itchimbia los días 1 y 2 de diciembre con una asistencia de 41.800 personas también hubo presentaciones alternativas en la Plaza del Teatro con una asistencia de 3.000 personas.
Bandas:
Sudakaya, Mamá Vudú, Tanque, Basca, Viuda Negra, Colapso, Fundamental, Imposibles, Desus Nova, Xtreme Tornamesas feat. Quito Mafia, Suburbia Ska, Sarcoma, Guardacan, Lucybell de Chile, El Otro Yo de Argentina, Darkest Hour de Estados Unidos, Paura de Brasil, Koyi K Utho de Colombia, Cienfue de Panamá y La Canaille de Francia.

## QuitoFest 2008
El Quitofest de este año ha sido el de mayor asistencia doblegando al año 2007 con una asistencia récord de 80.000 personas, fue la primera vez que duró tres días, 19, 20 y 21 de septiembre.
En este año empieza una especie de debacle del festival al cambiarlo de su fecha original en diciembre (que coincidía con las fiestas de fundación española de la ciudad), trasladándolo al mes de septiembre sin ninguna razón aparente.
La cifra de 80 mil asistentes dada por la organización es catalogada como exagerada por varios medios.
El segundo día de festival fue suspendido por fuertes lluvias en la ciudad de Quito, que hicieron que la carpa del escenario principal cediera.
Bandas:
Kanhiwara, Muscaria, Decapitados, Mortuum (Atuntaqui), Asfixia, Los Nietos, Arkabuz (Galápagos), Alicia se Tiró por el Parabrisas, Los Pescados (Portoviejo), Can Can, Lado Sur, Humanzee, La Piñata, Guerrilla Clika, Sudakaya (Ambato), Kraken de Colombia, Cephalic Carnage de Estados Unidos, Eminence de Brasil, Plastilina Mosh de México, Zoé de México, Cienfue de Panamá, La Etnnia de Colombia, Gondwana de Chile y Los Amigos Invisibles de Venezuela.

## QuitoFest 2009
La VII edición del Quitofest fue realizada el 11 y 12 de septiembre de 2009 con la presentación de bandas de Heavy Metal, Hardcore, Metalcore, Dark Metal el primer día que incluían a Durga Vassago, La Demencia Extrema, The Grief, Brand New Blood (Colombia), Descomunal, Walls Of Jericho (EE.UU), Metamorfosis, Angra (Brasil). El segundo día se puso en escena tendencias Hip-Hop, Ska, Pop-Rock, Funk presentando a Lado Sur, Humanzee, La Piñata, Los Mox (Chile), Spiritual Lyric Sounds, The Vox (Panamá), Guerrilla Clika, Austin TV (México), Can Can, Babasónicos (Argentina).

## QuitoFest 2010

### Festival suspendido
Esta edición del Quitofest inicialmente fue suspendida debido al estado de excepción que rigió al país, producto de la sublevación policial y un supuesto intento de golpe de Estado en Ecuador. La agenda programada era: 
Viernes 1 de octubre
- 13h00 Cabal (Otavalo)
- 13h45 Romasanta
- 14h30 Chancro Duro
- 15h15 Madbrain
- 16h00 Confronto (Brasil)
- 16h45 Curare
- 17h50 Dying Fetus (USA)
- 19h05 Basca (Cuenca)
- 20h30 Lamb Of God (USA)

Sábado 2 de octubre
- 12h00 Veda
- 12h45 Niñosaurios (Guayaquil)
- 13h30 Los Meffisto (México)
- 14h15 Q.M. Fam [Equis, Dj Zyborg, Clo Sísmico]
- 15h00 Monareta (Colombia)
- 15h45 Luis Rueda & El Feroz Trio (Guayaquil)
- 16h45 Biorn Borg
- 17h45 El Cuarteto de Nos (Uruguay)

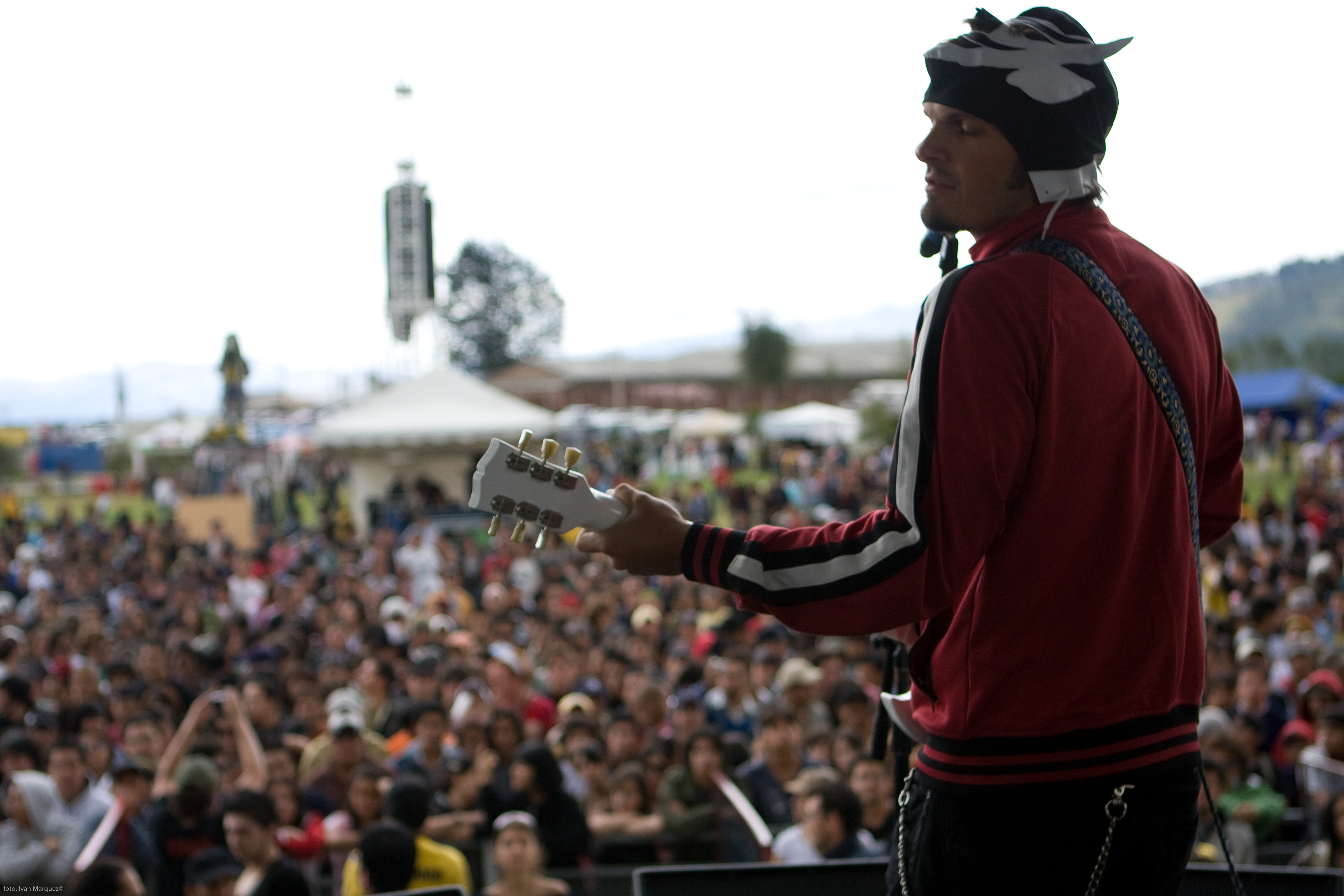
Músico tocando en el QuitoFest

- 19h00 Alma Rasta
- 20h05 The Skatalites (Jamaica)

### Festival realizado
Tras el levantamiento del estado de Excepción se realizó los días 13 y 14 de noviembre, siendo la primera vez que un concierto/festival de música en Ecuador es transmitido por internet por CocoaTV. Asimismo esta edición fue la primera en transmitirse en televisión abierta a través de la emisora pública Ecuador TV.
El QuitoFest 2010 se dio finalmente con el siguiente cartel:
Sábado 13 de noviembre
- 12h00 Cabal (Otavalo)
- 12h45 Romasanta
- 13h30 Chancro Duro
- 14h15 Madbrain
- 15h00 Curare
- 16h00 Carnifex (EE. UU.)
- 17h15 Viuda Negra
- 18h30 Basca (Cuenca)
- 20h00 Krisiun (Brasil)

Domingo 14 de noviembre
- 12h00 Veda
- 12h45 Niñosaurios (Guayaquil)
- 13h30 Miss Goulash
- 14h15 QM FAM (Equis, DJ Zyborg, Clo Sísmico)
- 15h00 Monareta (Colombia)
- 15h45 Alma Rasta
- 16h45 Luis Rueda & El Feroz Trío (Guayaquil)
- 17h45 Biorn Borg
- 18h45 Desorden Público (Venezuela)
- 20h30 El Cuarteto de Nos (Uruguay)

## QuitoFest 2011
Se da la novena edición del festival, esta vez sin el apoyo del Ministerio de Cultura del Ecuador.
Día 1 - Viernes 12 de agosto
- 12h00 Chernobyl (Ambato)
- 12h45 Réplika (Manta)
- 13h30 Onírica (Quito)
- 14h15 Bajo Sueños (Cuenca)
- 15h00 Notoken (Guayaquil)
- 16h00 Confronto (Brasil)
- 17h00 Mortero (Ambato)
- 18h00 Colapso (Quito)
- 19h15 Testament (Estados Unidos)

Día 2 – Sábado 13 de agosto
- 12h00 Los TXK (Quito)
- 12h45 The Fever Machine (China)
- 13h30 The Cassetes (Guayaquil)
- 14h15 Reptil (Colombia)

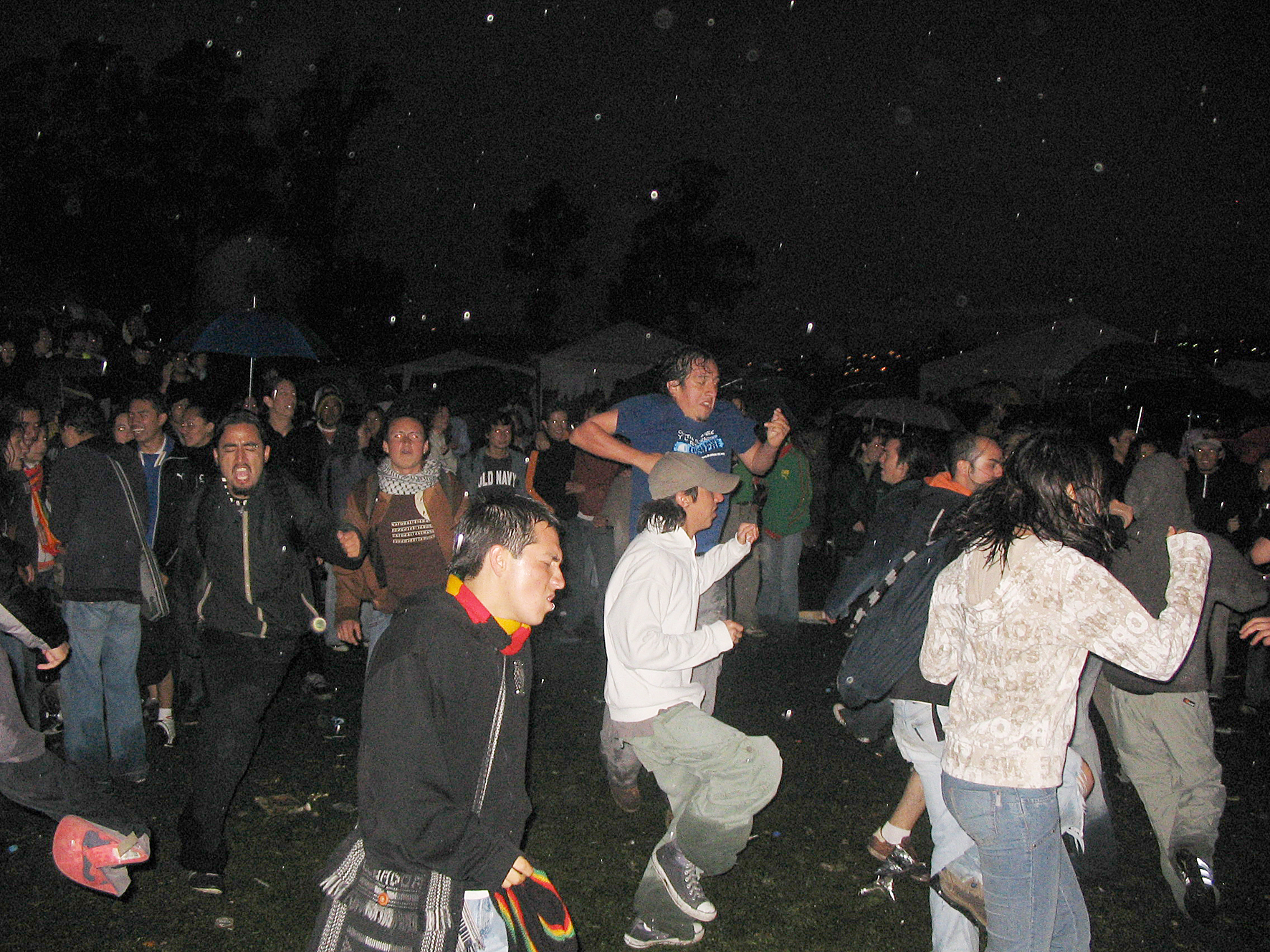
Jóvenes disfrutando el Mosh en el QuitoFest

- 15h00 Cadáver Exquisito (Guayaquil)
- 15h45  Sobrepeso (Cuenca)
- 16h45 Guardarraya (Quito)
- 17h45 Los Chigualeros (Borbón)
- 18h45 Guanaco MC (Ambato)
- 20h00 Panteón Rococó (México).

## QuitoFest 2012
La décima edición del festival, el Quito Fest 2012 se llevó a cabo los días 10, 11 y 12 de agosto coincidiendo con la conmemoración de la Independencia de Quito.
Día 1 - Viernes 10 de agosto
- CRY (Dark Metal) - Ambato
- Eutanos (Brutal Black Death Metal)
- Torture Squad (Death Thrash Metal) - Brasil
- Muscaria (Hardcore)
- Mortal Decisión (Punk)
- Black Sun (Heavy Metal) - Guayaquil
- Custodia (Hardcore)
- Walking Dead Orchestra (Death Metal) - Francia
- Resistencia (Heavy Metal)
- Selva (Metal Progresivo)

Día 2 - Sábado 11 de agosto
- Rocola Bacalao (Vanguardia Chimba)
- El retorno de Exxon Valdez (Rock&Roll)
- Jaime "Chamo" Guevara (Rock)
- Obrint Pas (Ska Rock) - España
- G.O.E. (Punk) - Guayaquil
- Ra - La Culebra (Rock Alternativo) - Colombia
- Tanque (Punk)
- Biorn Borg (Indie Rock) - Quito
- Los Smokings (Indie Rock) - Guayaquil
- Lagartija Electrónica (Indie Rock) - Portoviejo

Día 3 - Sábado 12 de agosto
- Sudakaya (Reggae) - Ambato
- Kinky (Electropop) - México
- Los Nin (Hip-Hop) - Otavalo
- La Piñata (Ska)
- Doctor Krapula (Ska Rock) - Colombia
- Stich (Funk)
- Rampses (Reggae) - Salcedo
- The Liners (Ska)
- Spiritual (Hip-Hop Reggae Soul)
- La Malamaña (Salsa)

## QuitoFest 2013
La décima primera edición del festival cambió su sede al Parque Bicentenario de Quito.
Sábado 10 de agosto
- No Te Va Gustar - Uruguay
- Dread Mar-I - Argentina
- Pulpo 3 - Quito
- Munn - Quito
- Haga que pase - Colombia
- Jodamassa - Cuenca
- Suburbia
- El Extraño
- Mamá Vudú - Quito
- Secta Selecta
- Armada de Juguete - Guayaquil
- Estereo Humanzee - Quito

Domingo 11 de agosto
- Ente
- Hirax - Estados Unidos
- Descomunal
- Demolición - Guayaquil
- Necrofobia - Riobamba
- Delicado Sonido del Trueno - Quito
- Boargazm - Sudáfrica
- Distemia - Ambato
- KOP - España
- Aztra
- Murder
- Nix - Colombia

## QuitoFest 2014
El QuitoFest del 2014 multiplicó sus escenarios, teniendo su edición en la ciudad de Cuenca (QFCuenca) los días 15 y 16 de noviembre en el Estadio Alejandro Serrano Aguilar, con una asistencia aproximada de 40.000 personas. 
Sábado 15 de noviembre
- Babasónicos - Argentina
- Sobrepeso - Cuenca
- Swing Original Monks - Quito
- Da Pawn - Quito
- Keko Yoma - Chile
- Los Corrientes - Guayaquil
- Barrio Calavera - Perú
- Ricardo Pita - Guayaquil
- Radio Fantasma - Cuenca
- Yahuarsónicos - Loja

Domingo 16 de noviembre
- Biohazard - Estados Unidos
- Basca - Cuenca
- Carajo - Argentina
- Curare - Quito
- La Doble - Cuenca
- Los Zuchos del Vado - Cuenca
- Absolution Denied - Colombia
- La Bicicleta del Diablo - Guayaquil
- Decabulla - Machala
- Da Culkin Klan - Cuenca

El 6 de diciembre de ese año, ante la petición de los aficionados al rock independiente de la ciudad de Quito y con el apoyo de la alcaldía, el festival regresó a su sede original, incluyendo una jornada adicional en el parque Itchimbía.
Sábado 6 de diciembre
- Sick of it All - Estados Unidos
- Igor Icaza - Latacunga
- Guanaco - Ambato
- Notoken - Guayaquil
- Mortal Decisión - Quito
- PDE - México
- Puño - Quito
- Barrio Calavera - Perú
- Don Palabra - Colombia
- Alkaloides - Quito

## QuitoFest 2015
A partir de esta edición, el festival regresó oficialmente al parque Itchimbía, pero reduciendo el cartel a una sola jornada. Según voceros de la organización, contó con aproximadamente 30.000 asistentes.
Sábado 22 de agosto
- A.N.I.M.A.L. - Argentina
- Muscaria - Quito
- Atari Teenage Riot - Alemania
- Mundos - Quito
- Colapso - Quito
- Los Pericos - Argentina
- La Máquina Camaleön - Quito
- Mamá soy Demente - Guayaquil
- Sexores - Quito
- Van Fan Culo - Quito

## QuitoFest 2016
La edición n.º 14 del festival llevó el lema de Rock y Solidaridad, y contó con un cartel enteramente nacional que incluyó a varias bandas invitadas de la provincia de Manabí, afectada por un terremoto ocurrido el 16 de abril. El evento también formó parte de la programación cultural del Verano de las Artes de Quito.
Viernes 12 de agosto
- Bajo Sueños - Cuenca
- Descomunal - Quito
- Mortal Decision - Quito
- 3Vol - Quito
- Réplika - Manta
- Kanhiwara - Quito
- Legión - Portoviejo
- Kabeza de Lenteja - Manta
- Oponente Interno - Quito
- Ciclos - Portoviejo

## QuitoFest 2017
Por primera ocasión desde 2003 el festival dejó de ser gratuito, siendo organizado conjuntamente por Fundación Música Joven y la empresa Global Shows. Volvió a programarse en dos fechas, el 5 y 6 de agosto de 2017, e incluyó en su cartel a las emblemáticas agrupaciones Sepultura, Barón Rojo y Café Tacvba. Sin embargo, la respuesta no fue la esperada, reduciendo la asistencia del festival a 7000 personas.
Sábado 5 de agosto
- Café Tacvba (México)
- Los Cafres (Argentina)
- Swing Original Monks (Quito)
- Sudakaya (Ambato)
- Papaya Dada (Quito)
- Ximena Sariñana (México)
- Lolabúm (Quito)
- Tonicamo (Quito)
- Les Petit Bâtards (Quito)

Domingo 6 de agosto
- Sepultura (Brasil)
- Barón Rojo (España)
- Narcosis (Quito)
- Kataklysm (Canadá)
- Abadón (Quito)
- 3Vol (Quito)
- Epidemia (Quito)
- Minipony (Quito)

## QuitoFest 2018
La edición n.º 16 del Quitofest volvió a cambiar de escenario, trasladándose al Parque de las Diversidades de Quito, sitio construido en homenaje a las víctimas del incendio de la discoteca Factory del 19 de abril de 2008. El festival se organizó a una sola jornada, y aunque mostró una mejoría en cuanto a número de asistentes respecto a 2017, fue la última edición regular del evento.
Sábado 8 de septiembre
- Thell Barrio (México)
- Movimiento Original (Chile)
- Guardarraya (Quito)
- Total Death (Quito)
- Crossfire
- La Vagancia
- Ganja Roots (Guayaquil)
- Kolizión (Quito)
- Cuestión de Actitud
- The Rude Monkey Bones

## QuitoFest 2020
Tras la cancelación del festival durante 2019, y pese a la pandemia por coronavirus, Fundación Música Joven anunció la realización de una edición especial virtual del QuitoFest, que se realizaría los días 26 y 27 de diciembre y sería transmitida vía streaming a través de YouTube, previo al anuncio de su postergación. Finalmente, el festival se emitió a través de YouTube el 30 y 31 de enero de 2021, con el patrocinio del Ministerio de Cultura y Patrimonio del Ecuador y el Instituto de Fomento a la Creatividad y la Innovación. Contó además con la participación internacional de las agrupaciones Nira C, De Bruces a Mí, Don Tetto y Nomadic Massive.
Sábado 30 de enero
- Flix
- 3Vol
- Mamá Vudú (Quito-Ambato)
- Curare (Quito)
- Descomunal
- Sal y Mileto (Quito-Latacunga)

Domingo 31 de enero
- Shadito y su Banda de Peluches
- Tonicamo
- La Vagancia
- Cementerio de Elefantes
- Spiritual (Quito)
- Contravía (Quito)
- Nira C
- De Bruces a Mí
- Don Tetto
- Nomadic Massive

## QuitoFest 2022
Esta edición volvió a retomar su formato habitual y gratuito de dos días en el Parque Itchimbía, tras la interrupción temporal del festival por problemas económicos y las restricciones por la pandemia de coronavirus, como parte de la oferta cultural por las fiestas de fundación española de la ciudad de Quito. 
Sábado 3 de diciembre
- Mala Rodríguez (España)
- Can Can
- Midnight Generation (México)
- Miel
- La Madre Tirana (Cuenca)
- Cometa Sucre (Guayaquil)
- La Bomb
- Los Nin (Otavalo) con la banda sinfónica de Pichincha

Domingo 4 de diciembre
- Venom (Reino Unido)
- Ho99o9 (Estados Unidos)
- Madbrain
- Mortal Decision
- Deathwiser
- Narcosis
- Pikawa
- Perro en Misa

## QuitoFest 2023

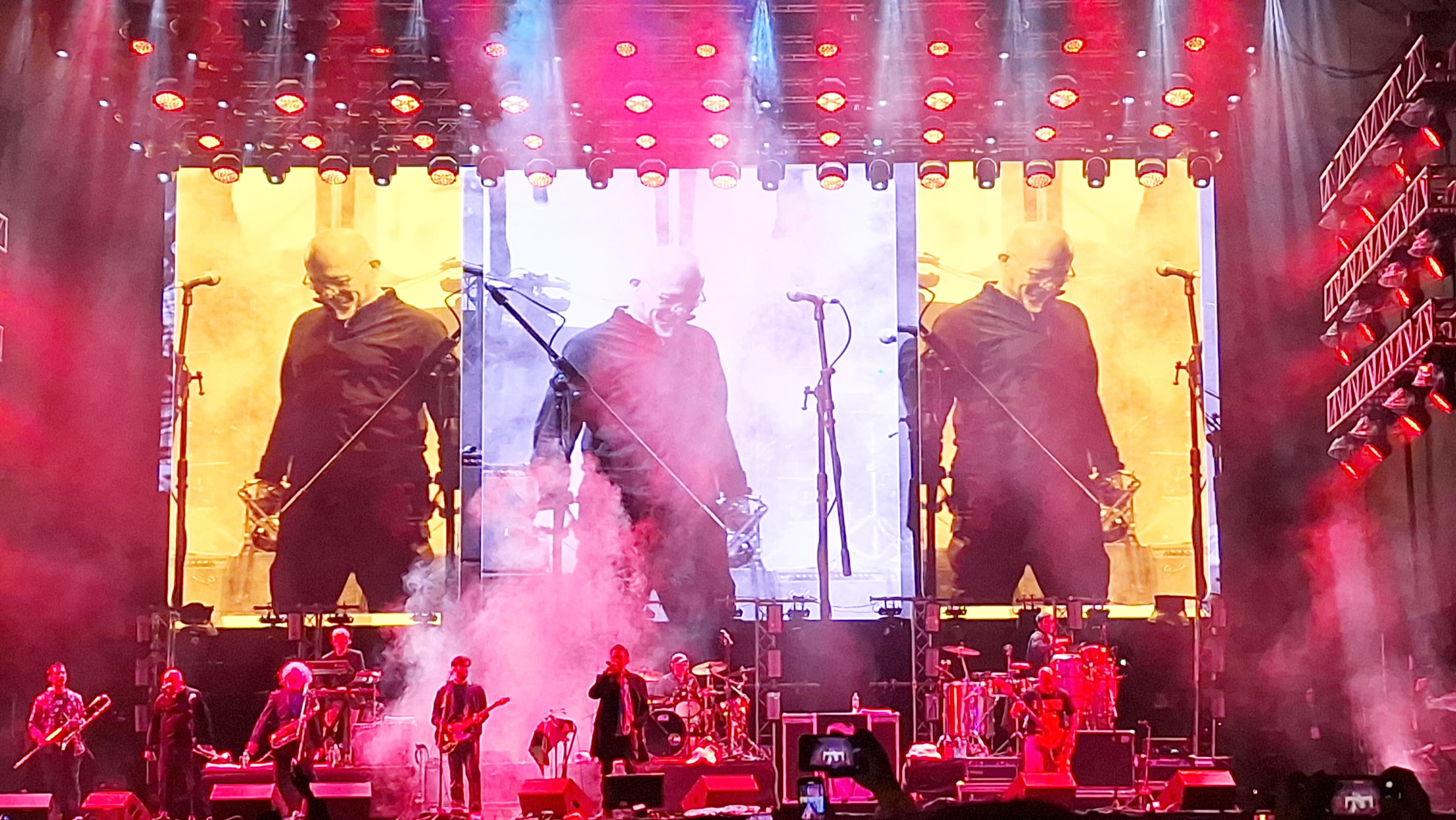
Los Fabulosos Cadillacs durante el QuitoFest del 2023

Sábado 25 de noviembre
- Los Fabulosos Cadillacs durante el QuitoFest del 2023Los Fabulosos Cadillacs (Argentina)
- Swing Original Monks
- Tanque
- Warpaint (EEUU)
- Santa Muerte (Cuenca)
- V for Volumen (Colombia)
- La Máquina Camaleón
- Chloé Silva
- Rimas Deformes All Stars

Domingo 26 de noviembre
- Suicidal Tendencies (EEUU)
- Minipony
- Obús (España)
- Basca (Cuenca)
- Crypta (Brasil)
- Ódica
- Nebuxys
- Efecto Lateral
- Reaktor

## QuitoFest 2024
Se realizó los días 5, 6 y 7 de diciembre, nuevamente en el Parque Bicentenario, con dos escenarios en cada jornada.

### Jueves 5 de diciembre (cumbia y urbano)
Escenario 1
- Rocola Bacalao
- Los Mirlos
- Mugre Sur
- La Mafia Andina
- Wañukta Tonic
- La Sagrada Familia

Escenario 2
- La Delio Valdez (Argentina)
- Papaya Dada
- Mula (República Dominicana)
- Machaka
- Mel Mourelle
- Banda 24 de Mayo

### Viernes 6 de diciembre (pop y alternativo)
Escenario 1
- Molotov (México)
- Lolabúm
- Paola Navarrete
- Velandia y La Tigra (Colombia)
- Álex Eugenio
- Paulatinamente

Escenario 2
- Ana Tijoux (Chile)
- Él Mató a un Policía Motorizado (Argentina)
- Flix Pussy Cola
- Ilyary
- Leteléfono
- Estamos perdidos

### Sábado 7 de diciembre (rock y metal)
Escenario 1
- Malón (Argentina)
- Curare
- Muscaria
- Black Sun
- Las Tres Piedras
- Sablevation Postmortem

Escenario 2
- Bajo Sueños
- Madball (Estados Unidos)
- Here Comes The Kraken (México)
- Sacrificium Tagaeri
- The Psycokiller
- Prevalecer